# Pleospora helvetica
Pleospora helvetica är en svampart som beskrevs av Niessl 1876. Pleospora helvetica ingår i släktet Pleospora och familjen Pleosporaceae.  Arten är reproducerande i Sverige. Inga underarter finns listade i Catalogue of Life.